# 罗宾·里德 (拳击运动员)
罗宾·里德（英語：Robin Reid，1971年2月19日—），英国男子拳击运动员，1993年成为职业选手。他曾代表英国参加1992年夏季奥林匹克运动会拳击比赛，获得男子71公斤级铜牌。